# Claude Gagnon (producteur)
Pour les articles homonymes, voir Claude Gagnon et Gagnon.
Claude Gagnon est un producteur, scénariste, réalisateur, monteur, acteur et directeur de la photographie québécois né le 1er janvier 1949 à Saint-Hyacinthe (Canada).

## Filmographie

### Cinéma

#### Comme producteur
- 1982 : Larose, Pierrot et la Luce
- 1985 : Visage pâle (1985)
- 1990 : Rafales
- 1992 : La Postière
- 1993 : Because Why
- 1996 : Rowing Through
- 1998 : Winter Lily
- 1999 : Le Petit ciel
- 1999 : Histoires d'hiver
- 2005 : Kamataki
- 2020 : Les Vieux Chums

#### Comme scénariste
- 1979 : Keiko
- 1982 : Larose, Pierrot et la Luce
- 1985 : Visage pâle (1985)
- 1988 : Kenny
- 1991 : The Pianist
- 1993 : Because Why
- 2004 : Revival Blues
- 2005 : Kamataki
- 2020 : Les Vieux Chums

#### Comme réalisateur
- 1979 : Keiko
- 1982 : Larose, Pierrot et la Luce
- 1985 : Visage pâle
- 1988 : Kenny
- 1991 : The Pianist
- 1995 : Pour l'amour de Thomas
- 2004 : Revival Blues
- 2005 : Kamataki
- 2012 : Karakara
- 2020 : Les Vieux Chums

#### Comme monteur
- 1979 : Keiko
- 1979 : L'Homme d'Ailleurs
- 1982 : Larose, Pierrot et la Luce
- 1985 : Visage pâle (1985)
- 2004 : Revival Blues
- 2005 : Kamataki
- 2020 : Les Vieux Chums

#### Comme directeur de la photographie
- 2004 : Revival Blues